# キラーニー国立公園
キラーニー国立公園（キラーニーこくりつこうえん、愛: Páirc Náisiúnta Chill Airne、英: Killarney National Park）は、アイルランドのケリー県に位置する国内初の国立公園。

## 概要
1932年にマックロス・エステートがアイルランド自由国に寄贈された際に作られたアイルランド初の国立公園である。その後、大幅に拡張され、102.89km2 (25,425エーカー) を超える、キラーニー湖、オークやヨーロッパイチイ、ヨーロッパハンノキの森林、山頂などの多様な生態系を網羅している。アイルランド本土で唯一のアカシカの群れと、アイルランドに残っている最も広範囲の原生林がある。公園は、その多くの生息地の質、多様性、および広範なため、高い生態学的価値があり、多種多様な種があり、中には希少なものもある。1982年にユネスコの生物圏保護区に指定された。また、保全の特別地域の一部を形成している。
国立公園野生生物保護局が、キラーニー国立公園の管理および運営を担当している。自然保護を主な目的としており、自然のままの生態系を大切にしている。景観の良さで知られる公園で、レクリエーションや観光施設が整備されている。

## 気候と地理
キラーニー国立公園は、アイルランド南西部のケリー県に位置し、島の最西端に近い場所にある。公園内には、キラーニー湖、マンガートン山、トーク山、シェヒ山、パープル山がある。標高は22m（72ft）から842m（2,762ft）まである。また、デボン紀の旧赤砂岩と炭素質石灰岩の間の主要な地質学的境界がある。公園の大部分の基礎となる地質は砂岩で、石灰岩の舗道はレーン湖の低い東岸に位置する。
レーン湖はキラーニー湖の中で最大の湖で、30以上の島々が存在する。観光客の中には、レーン湖の大きな島の一つであるイニシュファレン（Innisfallen）への船旅を利用する人もいる。
この公園は、メキシコ湾流の影響を大きく受けた海洋性気候を持っている。冬は温暖（2月平均6℃）であり、夏は涼しい（7月平均15℃）気候となっている。一日の平均気温は、1月の最低気温5.88℃から7月の最高気温15.28℃までとなっている。園内では、年間を通して小雨のような雨が降ることが多く、降水量が多く、前線の変化に富んでいる。年間の平均降水量は1,263mmで、年間223日は通常1mm以上の降水量がある。平均霜が降りる日数は40日となっている。
地質的な境界、公園の広い範囲の高度、湾岸流の気候的な影響が組み合わさって、多様な生態系を形成している。これらの生態系には、ボグ、湖、ムーア、山、水路、森林、公園、庭園などがある。露頭、崖、岩石が特徴的である。200m（660ft）以上の高さにある山の砂岩地帯は、ブランケット湿地帯とヒースの大部分を支えている。

## 歴史

### 初期

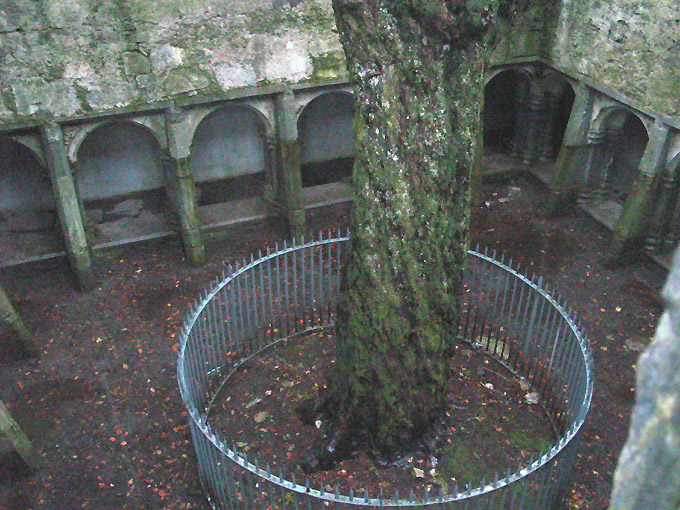
マックロス修道院の回廊式中庭

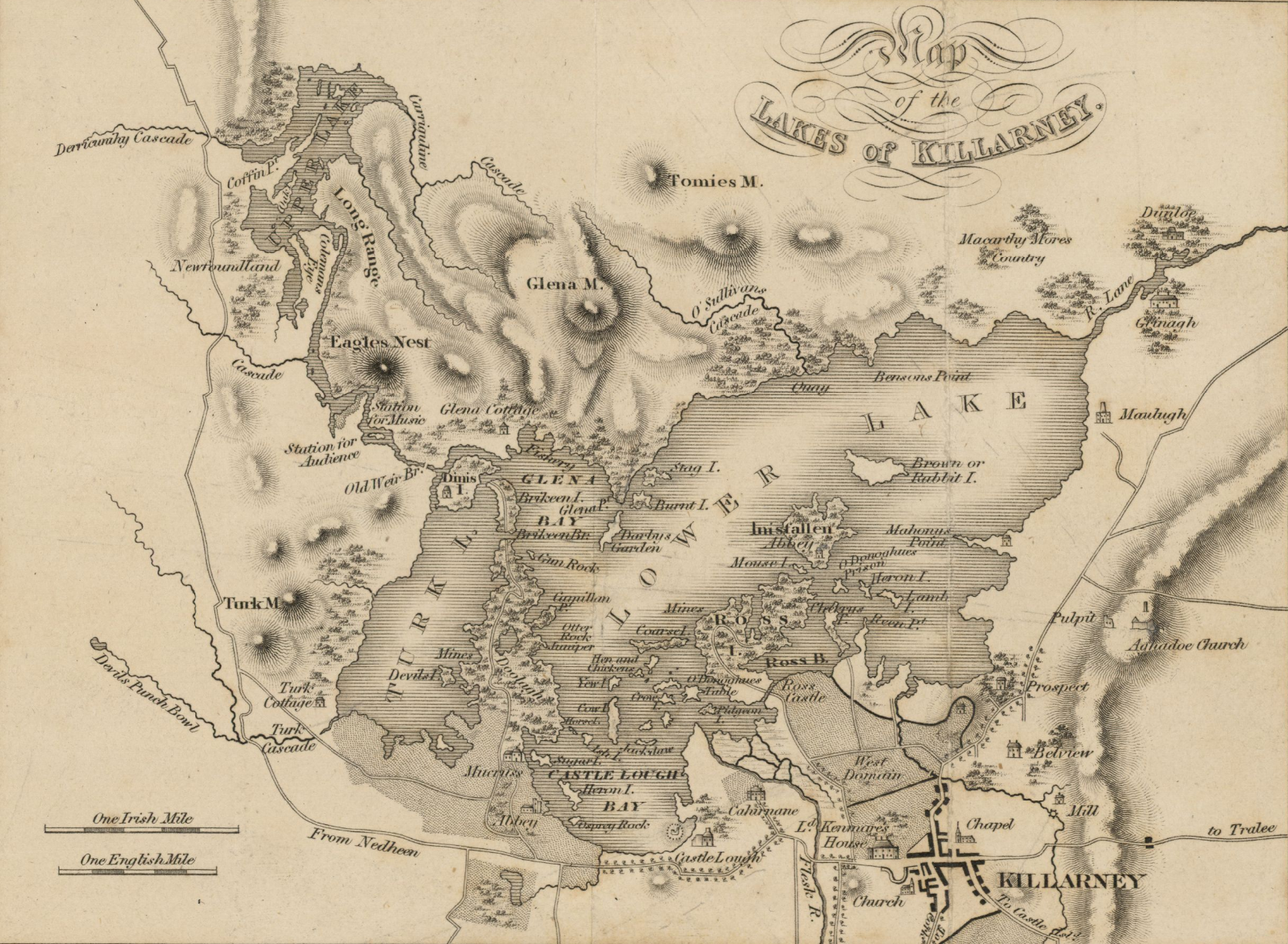
初期の観光客向けに制作された19世紀のキラーニー湖の地図

キラーニー国立公園は、約1万年前の最新の氷河期の終わり以来、継続的に森林に覆われているアイルランドでも数少ない場所のひとつである。人間は少なくとも青銅器時代、約4,000年前からこの地域に住んでいたとされている。考古学者は、この時代にロス島地域で銅の採掘が行われたという証拠を発見しており、この地域が青銅器時代の人々にとって重要な地域であったことを示唆している。公園には多くの考古学的特徴があり、その中にはリシビジーンのストーンサークルがよく保存されていることも含まれている。公園内の森は鉄器時代以降、さまざまな時期に乱されたり、伐採されたりしてきた。そのため、樹種の多様性が徐々に低下していった。
最も印象的な考古学的遺跡のいくつかは、初期キリスト教時代のものである。その中でも特に重要なのが、レーン湖のイニシュファレン島にある修道院跡「イニシュファレン修道院」である。7世紀に聖フィニアンによって設立され、14世紀まで占領されていた。修道士の間で知られていたアイルランドの初期の歴史を記録した『Annals of Inisfallen』は、11世紀から13世紀にかけて修道院で書かれたものである。修道院が「学びの湖」を意味する「Lough Leane」という名前を生んだと考えられている。
マックロス修道院は、1448年にフランシスコ会によって設立され、住民が襲撃された際に何度か破損したり、再建されたりしたにもかかわらず、今もなお建っている。マンガートン山のフリアーズグレン（Friars Glen）は、慣習的に修道院が攻撃されたときに修道士が逃げる場所のひとつであったと言われている。マックロス修道院の中心的な特徴は、丸天井の回廊に囲まれた巨大なイチイの木を含むクロイスターである。伝統的に、この木はマックロス修道院と同じくらい古いと言われている。修道院は地元の酋長らの埋葬地だった。17世紀と18世紀には、ケリーの詩人シーフレイド・オドノフー、イーガン・オラヒリー、オーウェン・ロー・オスリヴァンが埋葬されていた。

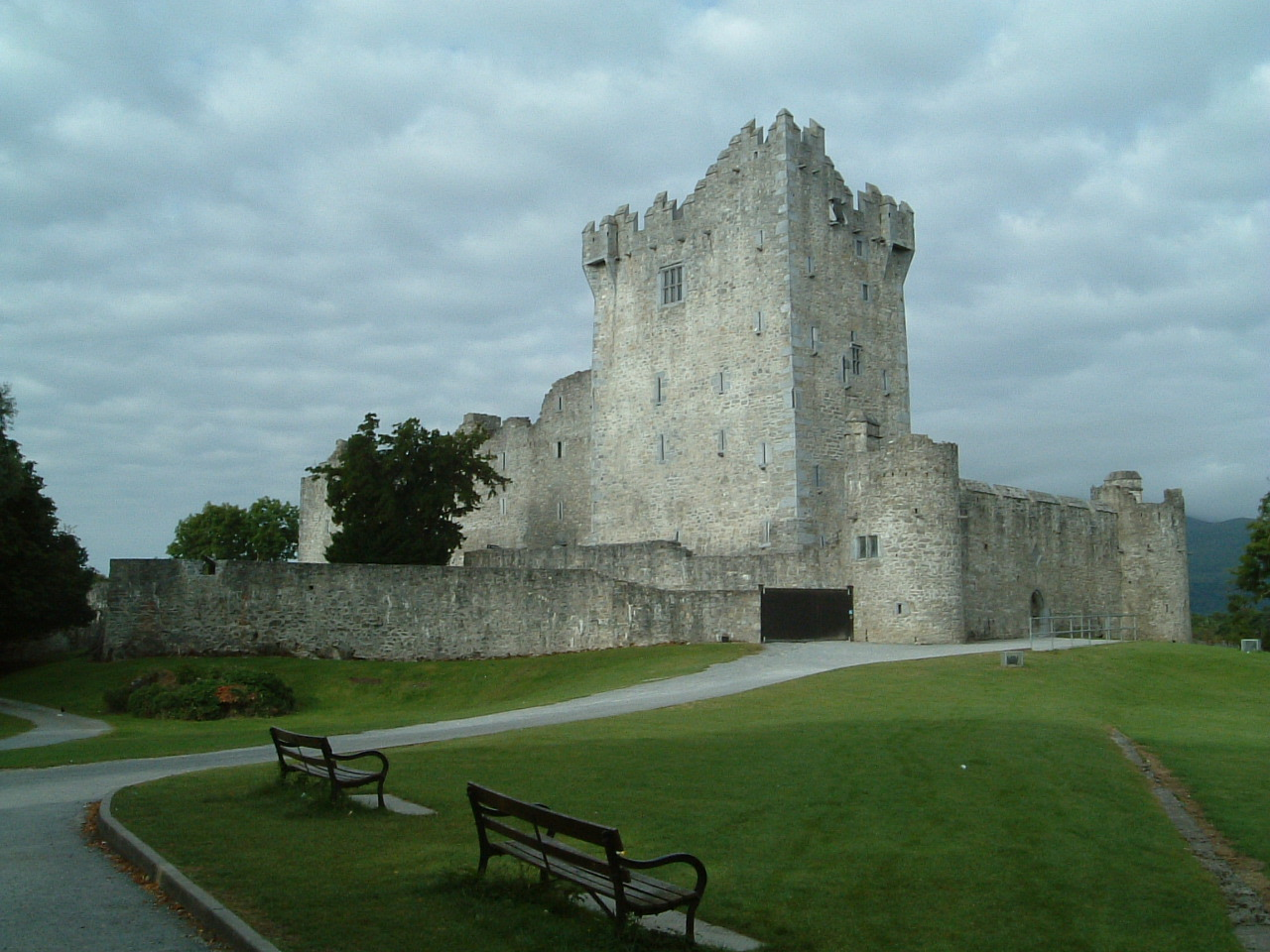
ロス城

ノルマン人によるアイルランド侵略の後、湖周辺の土地はマッカーシー家とオドノフー家が所有していた。ロス城は、レーン湖の海岸にある15世紀に建てられたタワーハウスである。かつてはオドノフー・モール（O'Donoghue Mór）という酋長の住居だった。17世紀に増築された城であり、後に復元され、一般公開されている。1580年代のエリザベス朝の軍事記録には、キラーニー地区は森と山に囲まれた荒野で、人がほとんど住んでいないと記されている。
18世紀から現在の公園の土地は、マックロスのハーバート家とケンメア伯爵のブラウンズ家という2つの大地所の間で分割されていた。17世紀と18世紀の間に、木材は、木炭生産や皮革を含む地元の産業のために広く利用されていた。18世紀後半になると、森への圧力が強まった。18世紀にキラーニーでオーク材が破壊された最大の原因は、地元の鉄産業で使われていた製錬所の火を燃やすための木炭の生産によるものだった。鋳鉄1トンを生産するためには、約25トンのオーク材が必要とされていた。
19世紀初頭のナポレオン時代には、オークがこの時期に高値で取引されていたことから、林地の搾取が再び増加した。この時、樫林の移植・管理が進められた。1803年にはロス島、1804年頃にはグレナ、1805年にはトミーズでオークの大規模な伐採が行われた。その後、トミーズには樹齢3年のオークが植え替えられ、グレナは萌芽更新された。これらにより、過去200年の間に公園内のオークの相対的な豊富さが増加している。現在の森のオークは樹齢200年前後のものが多く、その大半が植林されたものである可能性が高く、山の谷などの辺鄙な場所にある数少ない孤立した一角に限られている。
ハーバート家は1770年以降、マックロス半島の土地を所有しており、この土地の銅山で裕福になった。ヘンリー・アーサー・ハーバートと妻である水彩画家メアリー・バルフォー・ハーバートは、1843年にマックロス・ハウスを完成させた。19世紀後半になるとハーバートの財政状況は不安定になり、1899年にはギネス醸造家のロード・アルディランがマックロスの領地を購入した。

### 公園の創造

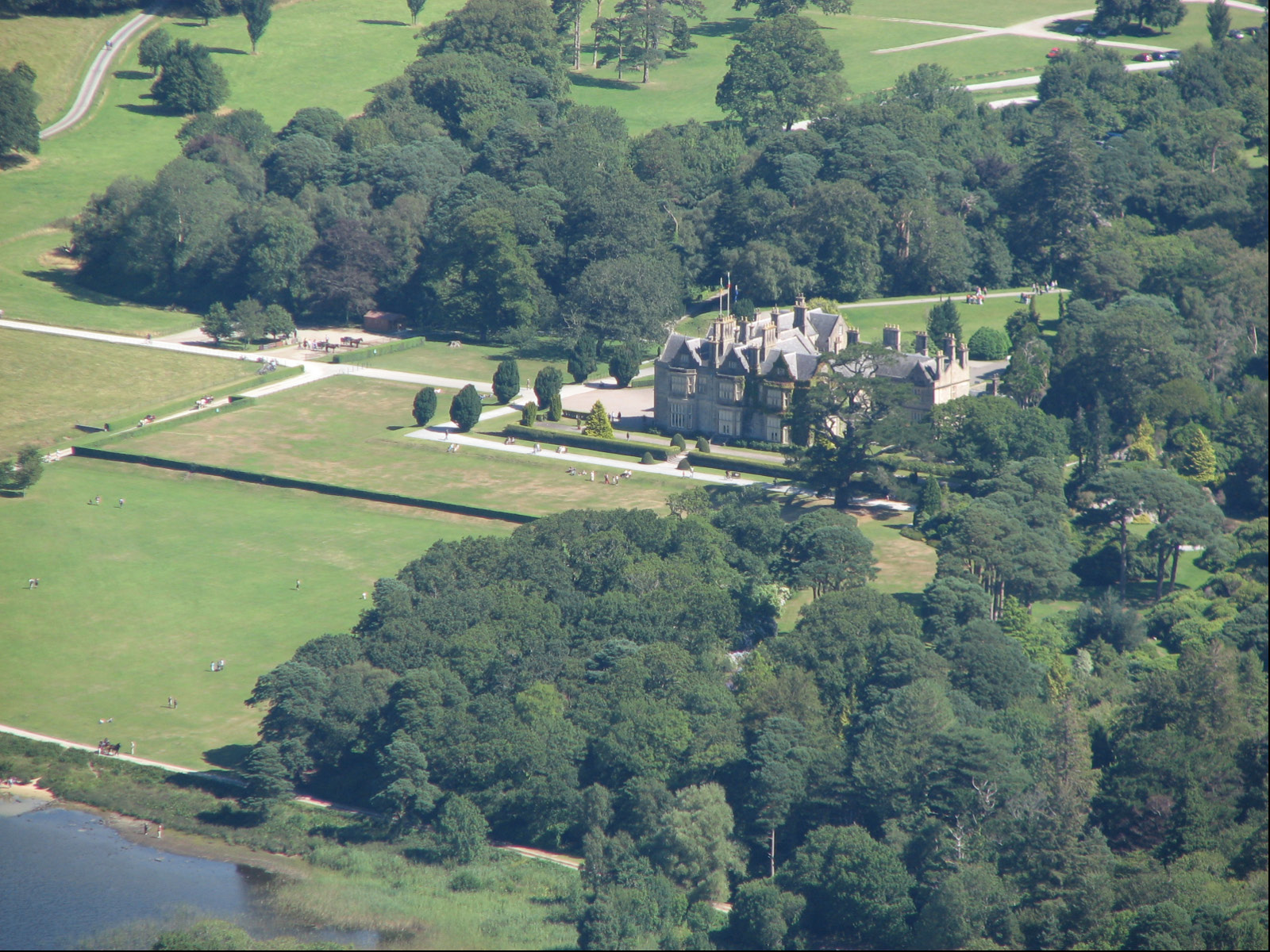
トーク山の山頂から見たマックロス・ハウス

1910年、アメリカ人のウィリアム・ボワーズ・ボーンは、娘のモードがアーサー・ヴィンセントと結婚した際の結婚祝いとして、マックロス・エステートを購入した。1911年から1932年までの間に11万ポンドを費やして敷地を改良し、サンケン庭園、ストリーム庭園、石灰岩の露頭にロックガーデンを建設した。
モード・ヴィンセントは1929年に肺炎で死亡した。1932年、アーサー・ヴィンセントとその義理の両親は、モードを偲んでアイルランドにマックロス・エステートを寄付した。43.3km2（10,700エーカー）の敷地は、ボーン・ヴィンセント記念公園と改名された。アイルランド政府は、1932年にボーン・ヴィンセント記念公園法を可決して国立公園を創設した。同法は、公共事業委員に「国民のレクリエーションと楽しみを目的とした国立公園としての公園を維持管理する」ことを求めていた。記念公園は、今日の肥大化した国立公園の中核をなしている。
当初、アイルランド政府はこの公園を財政的に支援することができなかったため、主に一般公開されている作業農場として運営されていた。マックロス・ハウスは1964年まで一般公開されていた。
1970年頃には、ボーン・ヴィンセント記念公園への脅威に対する世間の不穏な空気が流れていた。アイルランド当局は、国立公園の分類と管理における国際的な慣行を調査した。IUCNカテゴリIIに広く対応した国立公園として拡大および再指定することになった。また、アイルランドに他の国立公園を設置することも決定された。元の公園には、3つの湖、ノックリア・エステート（キラーニー・ハウス）、ロス島、イニシュファレン、グレナ、ウラウンズ、プーラガワーのタウンランドなど、ほぼ60km2（15,000エーカー）が追加されている。今では1932年の倍以上の大きさになっている。アイルランド経済が豊かになり、国立公園の役割についての認識が変わると、公園で利用できる資金が格段に増えた。

## ギャラリー

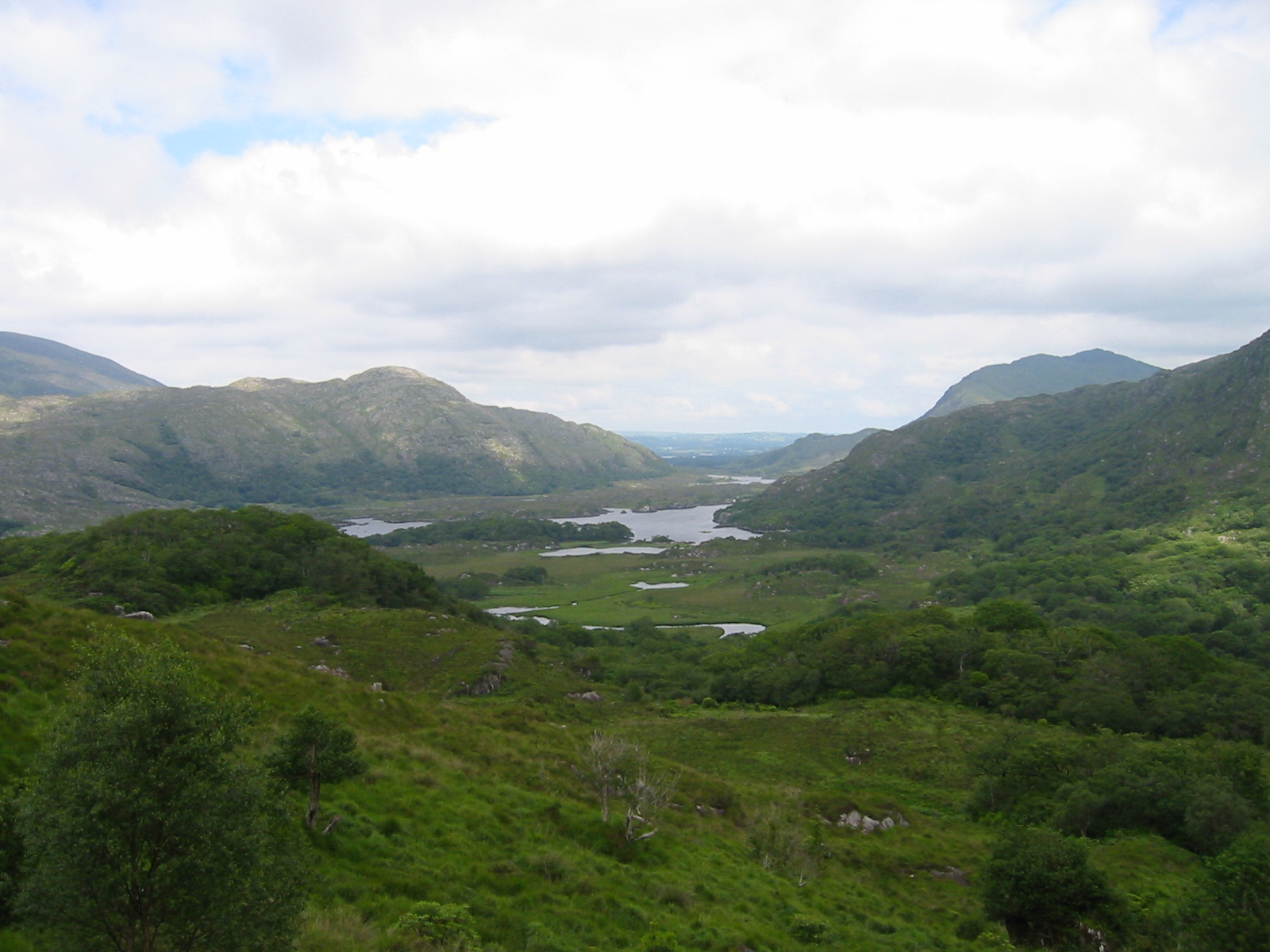
レディースビューから見たキラーニー湖
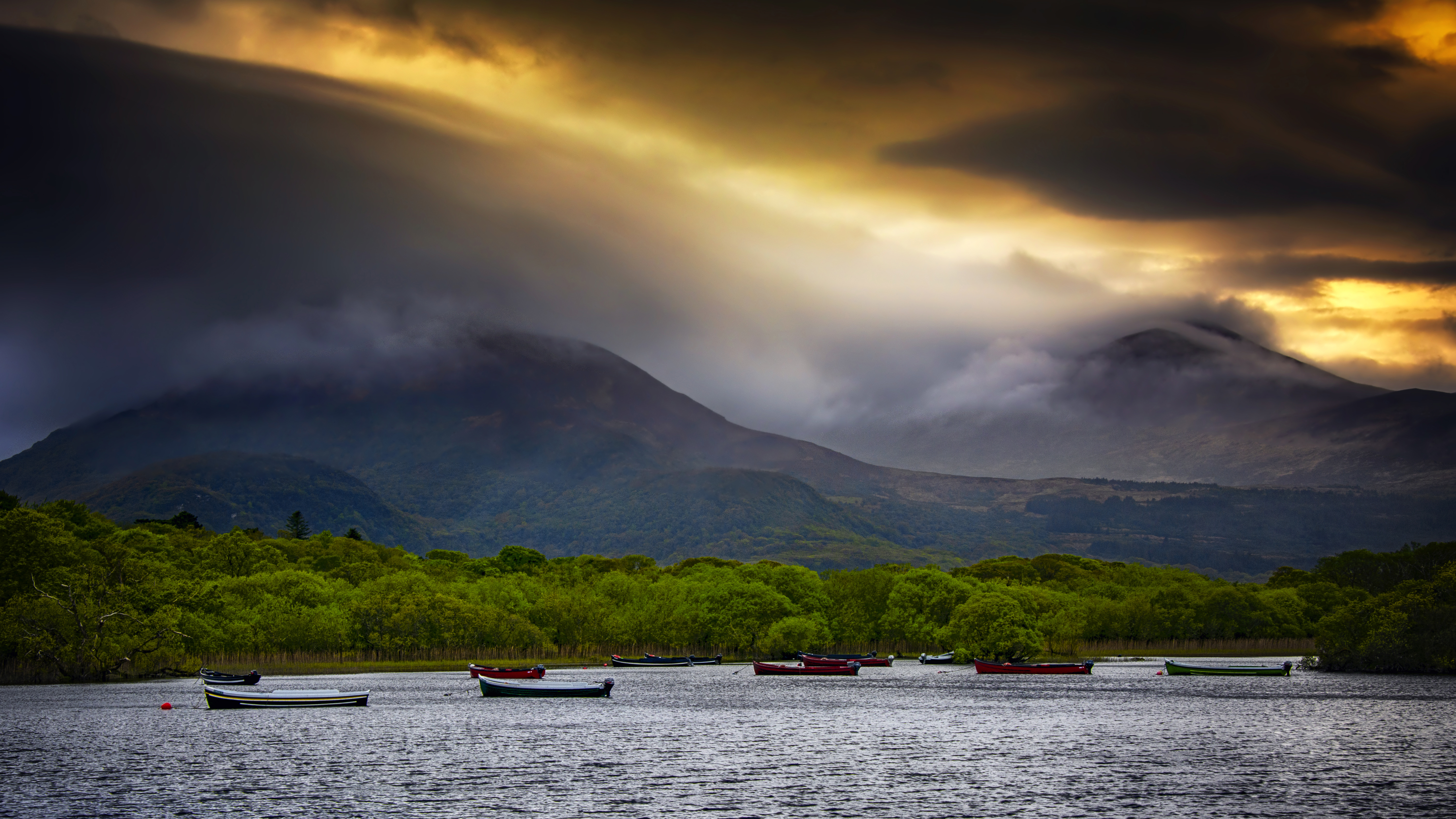
キラーニー湖
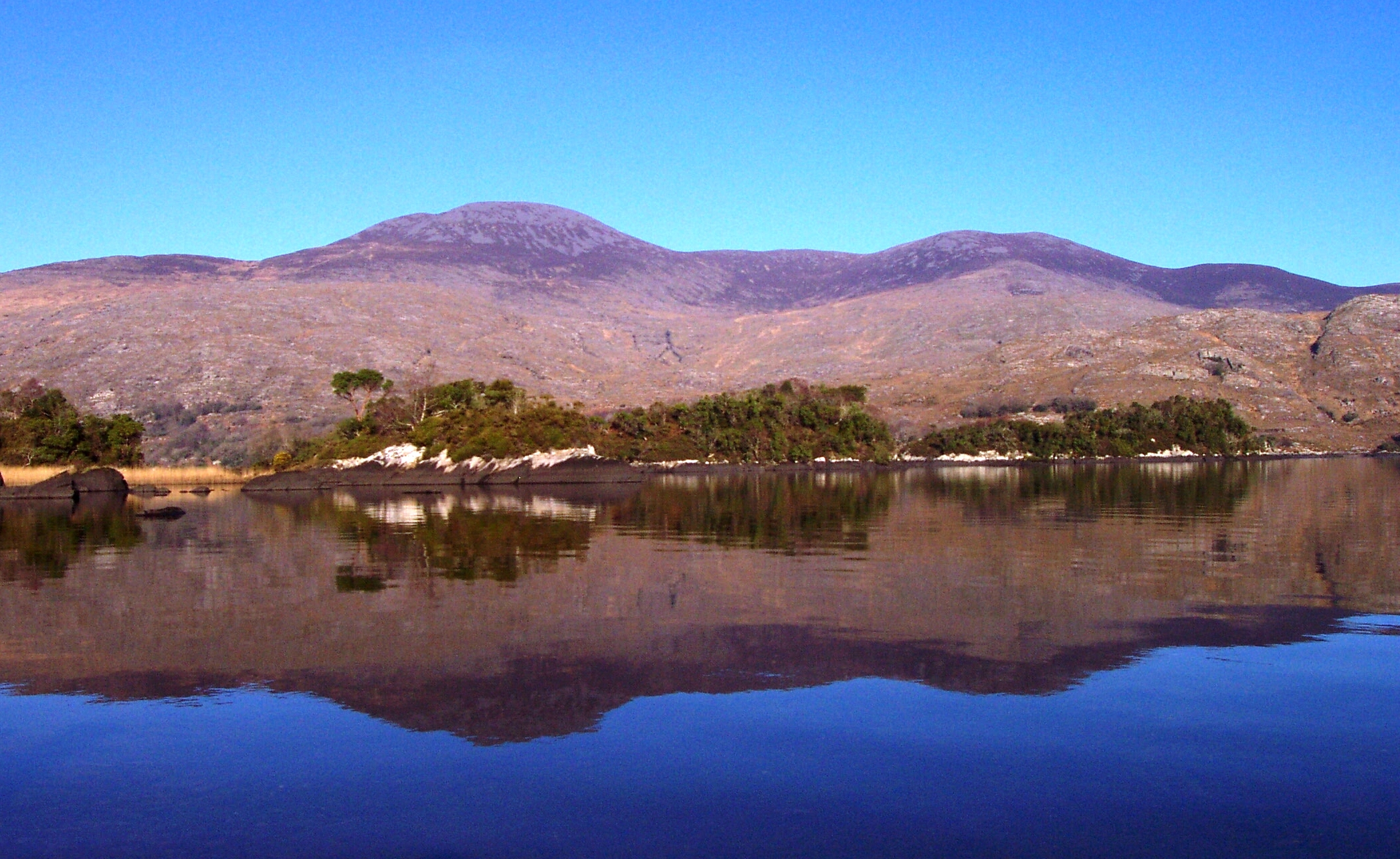
湖上湖から見たパープル山
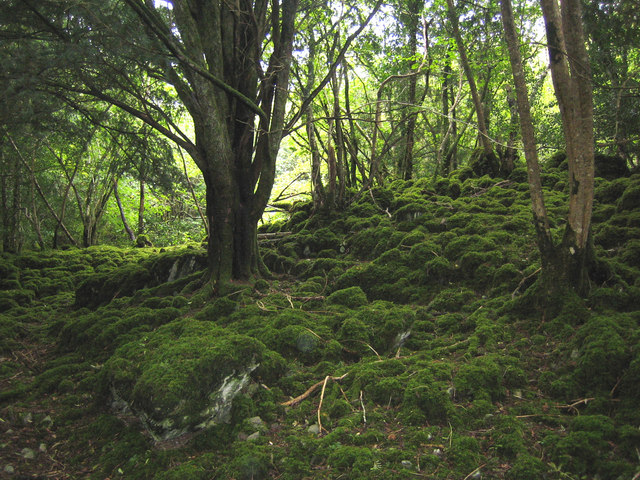
葦の木
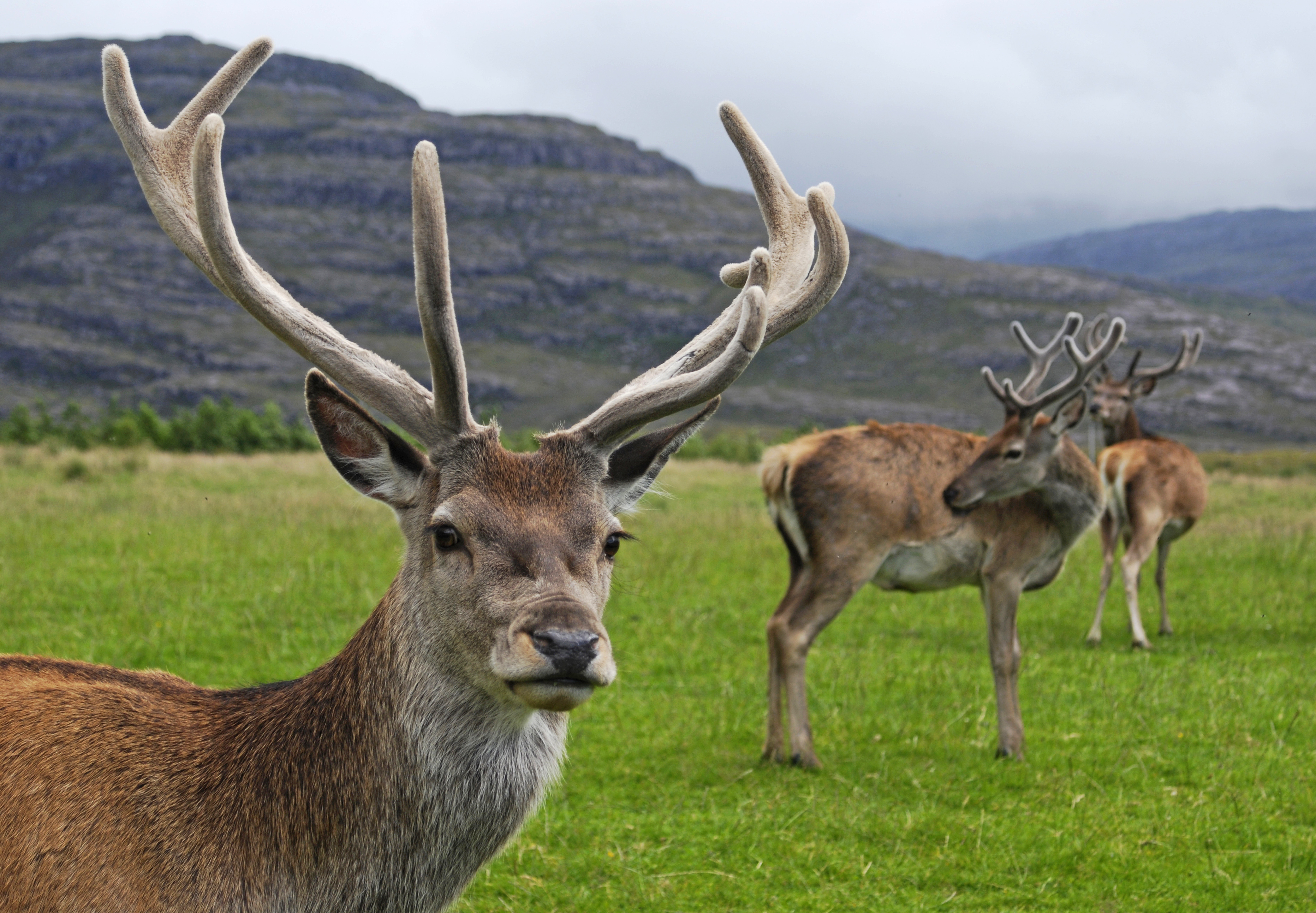
アカシカ